# Heinosuke Gosho
Heinosuke Gosho (五所 平之助, Gosho Heinosuke), né le 1er février 1902 dans l'arrondissement de Chiyoda à Tokyo et mort le 1er mai 1981 à Mishima, est un réalisateur et scénariste japonais. Il est l'auteur du premier film parlant japonais en 1931, Mon amie et mon épouse.

## Biographie
Heinosuke Gosho, né en 1902 à Tokyo, est le fruit d'une liaison adultérine entre Heisuke Gosho et Ono Takayama, une geisha que ce dernier entretient de manière officielle. Son père a eu six autres enfants avec sa femme légitime. La famille Gosho est installée dans le quartier de Kanda à Tokyo et gère une prospère maison de gros en produits d'épicerie. En 1907, à la suite de la mort de l'ainé des enfants Gosho, Heinosuke est retiré à sa mère génétique pour devenir l'héritier mâle destiné à prendre la suite de son père.
Si la tradition veut que l'héritier de l'entreprise familiale quitte rapidement l'école pour entrer en apprentissage, le père de Gosho, conscient que les mutations économiques de l'époque nécessitent un plus haut niveau d'instruction, envoie son fils poursuivre ses études. Ainsi Heinosuke intègre en 1916 l'école de commerce privée de Keiō et étudie la comptabilité en cours du soir.
Diplômé de Keio en 1921, Heinosuke Gosho se consacre à la poésie et fréquente des cercles littéraires. Inquiet de ces orientations, son père l'oblige à devancer d'un an son service militaire. Après son service l'année suivante, Heinosuke Gosho fait la connaissance de Shirō Kido, futur patron de la Shōchiku, cette rencontre le convainc de choisir l'industrie du cinéma. En conflit avec son père qui s'oppose violemment à ce choix, Heinosuke Gosho quitte le domicile familial.
Gosho intègre les studios Kamata de la Shōchiku en mai 1923, trois mois avant Yasujirō Ozu. Il est alors assistant de Yasujirō Shimazu. Il réalise son premier film en 1925. L'une de ses influences principales vient des films d'Ernst Lubitsch qu'il regarde inlassablement pour développer ses techniques de mise en scène, il est subjugué par Comédiennes (The Marriage Circle) qu'il a vu plus de vingt fois, l'incitant à travailler la technique du gros plan.
En 1931, Heinosuke Gosho réalise le premier film entièrement parlant du cinéma japonais, Mon amie et mon épouse (Madamu to nyōbō) avec Kinuyo Tanaka, une comédie où le ressort dramatique s'appuie sur les bruits du voisinage. Le héros est un dramaturge qui se rend chez ses voisins pour protester parce qu'il est dérangé par la musique jazz qu'ils écoutent trop fort. Avant d'être l'égérie de Kenji Mizoguchi, Kinuyo Tanaka a été celle de Gosho qui a réalisé 17 films avec elle entre 1926 et 1936.

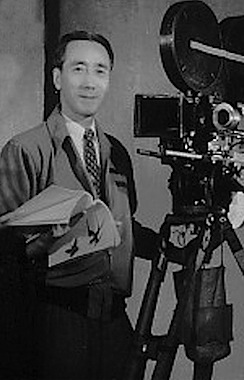
Heinosuke Gosho en 1951.

Pendant les années de guerre, la tuberculose éloigne Gosho des studios. Entre 1937 et 1945, il ne tourne presque plus, devant lutter contre la maladie.
En 1941, Gosho quitte la Shōchiku et entre à la Daiei. Il s'engage ensuite en 1945 avec la Tōhō. En 1948, il est l'un des leaders de la grève qui aboutira à une scission de la Tōhō et à la création d'une nouvelle société, la Shintōhō. Heinosuke Gosho lui se retrouve sans emploi pendant deux ans et finit par choisir l'indépendance vis-à-vis des studios en fondant en octobre 1950 sa propre société, Studio Eight Productions avec le directeur de la photographie Mitsuo Miura, le réalisateur Shirō Toyoda, les écrivains Jun Takami, Junji Kinoshita et Sumie Tanaka. Nuages épars en 1951 est le premier film produit par cette société.
En 1953, Gosho réalise Là d'où l'on voit les cheminées, présenté en compétition au festival du film de Berlin et Une auberge à Osaka l'année suivante pour la Shintōhō, qui fait appel dans les années cinquante à de grands maîtres comme Akira Kurosawa, Kenji Mizoguchi, Yasujirō Ozu, Hiroshi Shimizu pour réaliser quelques films emblématiques. 
Toute sa vie Heinosuke Gosho s'est évertué à montrer à travers ses films, sur quoi les faibles et les plus pauvres peuvent s'appuyer pour s'affirmer humainement et en tirer fierté malgré des conditions de vie difficiles. Il reste en cela proche de Mikio Naruse qui a été son assistant à la Shōchiku et de Yasujirō Ozu. Il est comme eux l'un des chefs de file du genre shomingeki.
Heinosuke Gosho a tourné une centaine de films entre 1925 et 1968. De sa période muette, seuls deux films ont survécu jusqu'à nos jours, La Danseuse d'Izu (Koi no hana saku Izu no odoriko) et L'Amour (Aibu) tous deux tournés en 1933.

## Filmographie
Sauf indication contraire, les titres en français se basent sur la filmographie de Heinosuke Gosho dans le livret de la rétrospective « Gosho Heinosuke, beauté & tristesse » du 26 janvier au 11 février 2006 à la MCJP.

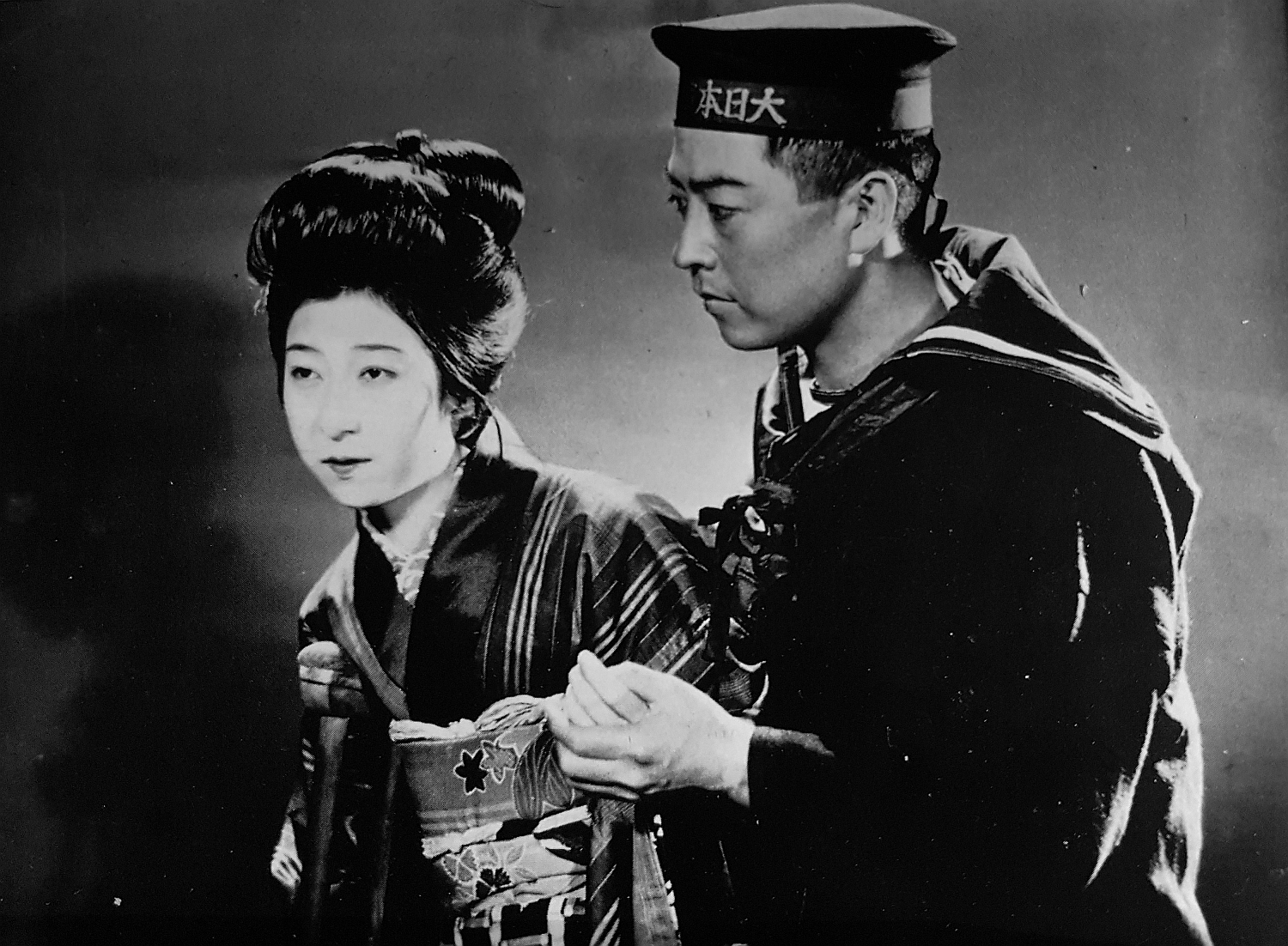
Emiko Yagumo et Ryūji Ishiyama dans La Fiancée du village (1928).

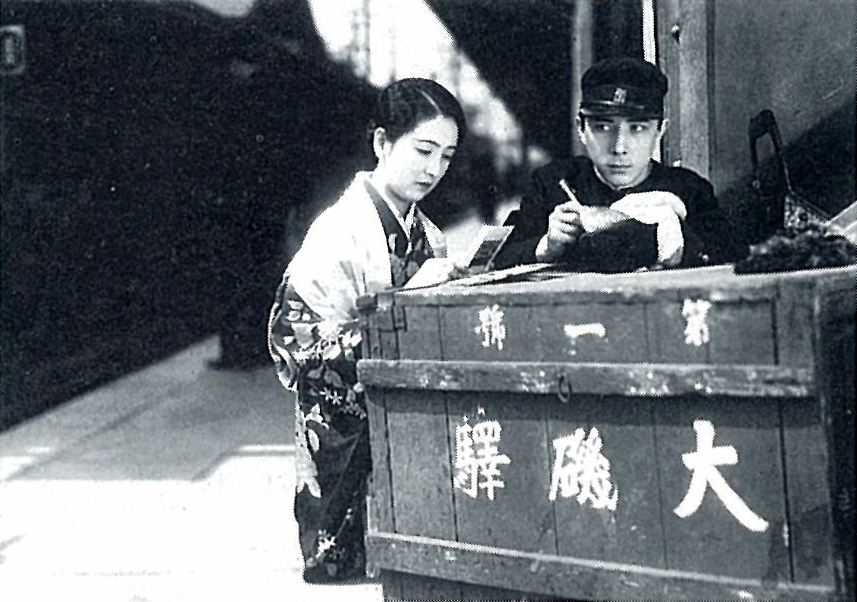
Scène du film L'Amour qui mène au paradis (1932).

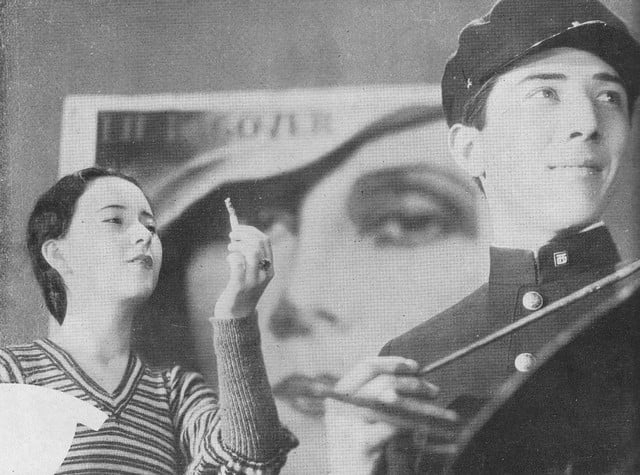
Yukiko Inoue et Ryōichi Takeuchi dans Les Saules du quartier de Ginza (1932).

### Films perdus
- 1925 : Ciel dégagé (空は晴れたり, Sora wa haretari?)
- 1925 : Le Cœur d'un homme (男ごゝろ, Otoko gokoro?)
- 1925 : Jeunesse (青春, Seishun?)
- 1925 : La Boite magique à la mode (当世玉手箱, Tōsei tamatebako?)
- 1926 : Les Gens du quartier (街の人々, Machi no hitobito?)
- 1926 : Premier amour (初恋, Hatsukoi?)
- 1926 : Torrent (奔流, Honryū?)
- 1926 : Un amour de mère (母よ恋し, Haha-yo koishi?)
- 1926 : Une jeune fille (娘, Musume?)
- 1926 : Le Sifflet de bambou (帰らぬ笹笛, Kaeranu sasabue?)
- 1926 : Un amour d'enfant (いとしの我子, Itoshi no wagako?)
- 1926 : Elle (彼女, Kanojo?)
- 1927 : Un dur mélancolique (寂しき乱暴者, Sabishiki ranbōmono?)
- 1927 : Un rêve honteux (恥しい夢, Hazukashii yume?)
- 1927 : La Jeune Fille mécanique (からくり娘, Karakuri musume?)
- 1927 : La Mort d'une vierge (処女の死, Shojo no shi?)
- 1927 : La Vieille Rombière (おかめ, Okame?)
- 1927 : La Marche de Tokyo (東京行進曲, Tōkyō koshin-kyoku?)
- 1928 : Tant qu'il y a de l'amour (好きなればこそ, Suki nareba koso?)
- 1928 : La Fiancée du village (村の花嫁, Mura no hanayome?)
- 1928 : L'Apprentissage des plaisirs (道楽御指南, Dōraku goshinan?)
- 1928 : Une silhouette dans la nuit (人の世の姿, Hito no yo no sugata?)
- 1928 : La Voix des dieux (神への道, Kami eno michi?)
- 1928 : Le Chevalier du coin de la rue (街頭の騎士, Gaitō no kishi?)
- 1928 : Mère, ne salis pas ton nom ! (母よ君の名を汚す勿れ, Haha-yo kimi no na o kegasu nakare?)
- 1929 : La Chatte nocturne (夜の牝猫, Yoru no mesuneko?)
- 1929 : Le Bottin des filles modernes (新女性鑑, Shin joseikan?)
- 1929 : Un père et son fils (親父とその子, Oyaji to sono ko?)
- 1929 : Le Bain public (浮世風呂, Ukiyo buro?)
- 1929 : Une nuit de passion (情熱の一夜, Jōnetsu no ichiya?)
- 1930 : Gare aux célibataires ! (独身者御用心, Dokushin-sha goyōjin?)
- 1930 : Un coin dans le grand Tokyo (大東京の一角, Dai-Tōkyō no ikkaku?)
- 1930 : Une vie souriante (微笑む人生, Hohoemu jinsei?)
- 1930 : Femme, ne salis pas ton nom ! (女よ！君の名を汚す勿れ, Onna-yo kimi no na o kegasu nakare?)
- 1930 : Vierge exigée (処女入用, Shoja nyūyō?)
- 1930 : La Grande Forêt (大森林, Dai shinrin?)[note 2]
- 1930 : L'Histoire de Kinoyo (絹代物語, Kinuyo monogatari?)
- 1930 : Journal des passions (愛慾の記, Aiyoku no ki?)
- 1931 : La Tragique Histoire d'une serveuse de bar (女給哀史, Jokyū aishi?)
- 1931 : À l'aube (夜ひらく, Yoru hiraku?)
- 1931 : Une affaire de nu (島の裸体事件, Shima no ratai jiken?)
- 1931 : Deux frères (愚弟賢兄, Gutei kenkei?)
- 1931 : Émois de jeunesse (若き日の感激, Wakaki hi no kangeki?)
- 1932 : Mon idiot de frère (兄さんの馬鹿, Niisan no baka?)
- 1932 : Les Saules du quartier de Ginza (銀座の柳, Ginza no yanagi?)
- 1932 : L'Amour qui mène au paradis (天国に結ぶ恋, Tengoku ni musubu koi?)
- 1932 : Romance de studio - guide de l'amour (撮影所ロマンス・恋愛案内, Satsueijo romansu, ren'ai annai?)
- 1932 : Le Coucou (不如帰, Hototogisu?)
- 1932 : Le Tokyo des amours (恋の東京, Koi no Tōkyō?)
- 1933 : Le Printemps des dix-neuf ans (十九の春, Jūkyū no haru?)
- 1933 : Jeune Fille, adieu (処女よ、さよなら, Shojo-yo sayonara?)
- 1934 : Puisque née femme (女と生れたからにゃ, Onna to umareta karanya?)
- 1934 : Au rythme du printemps (さくら音頭, Sakura ondo?)
- 1934 : Ceux qui veulent vivre (生きとし生けるもの, Ikitoshi ikeru mono?)
- 1935 : Vivre dans l'aisance (左うちわ, Hidari uchiwa?)
- 1935 : Que souffle le vent de l'amour (吹けよ恋風, Fukeyo koikaze?)
- 1935 : Rêve (あこがれ, Akogare?)
- 1936 : Femme à louer (奥様借用書, Okusama shakuyōsho?)

### Films conservés
- 1931 : Mon amie et mon épouse (マダムと女房, Madamu to nyōbō?)

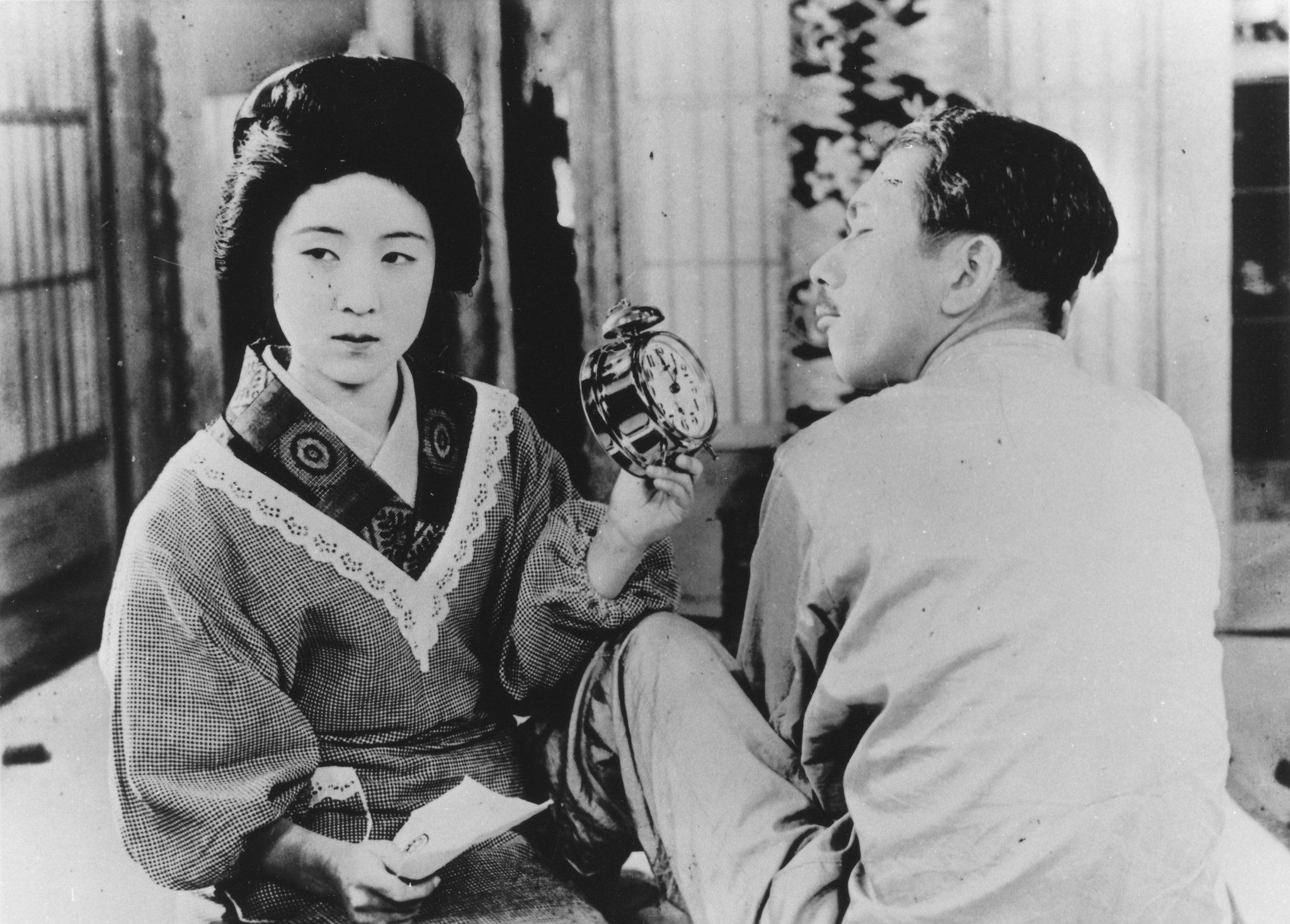
Kinuyo Tanaka et Atsushi Watanabe dans Mon amie et mon épouse (1931).

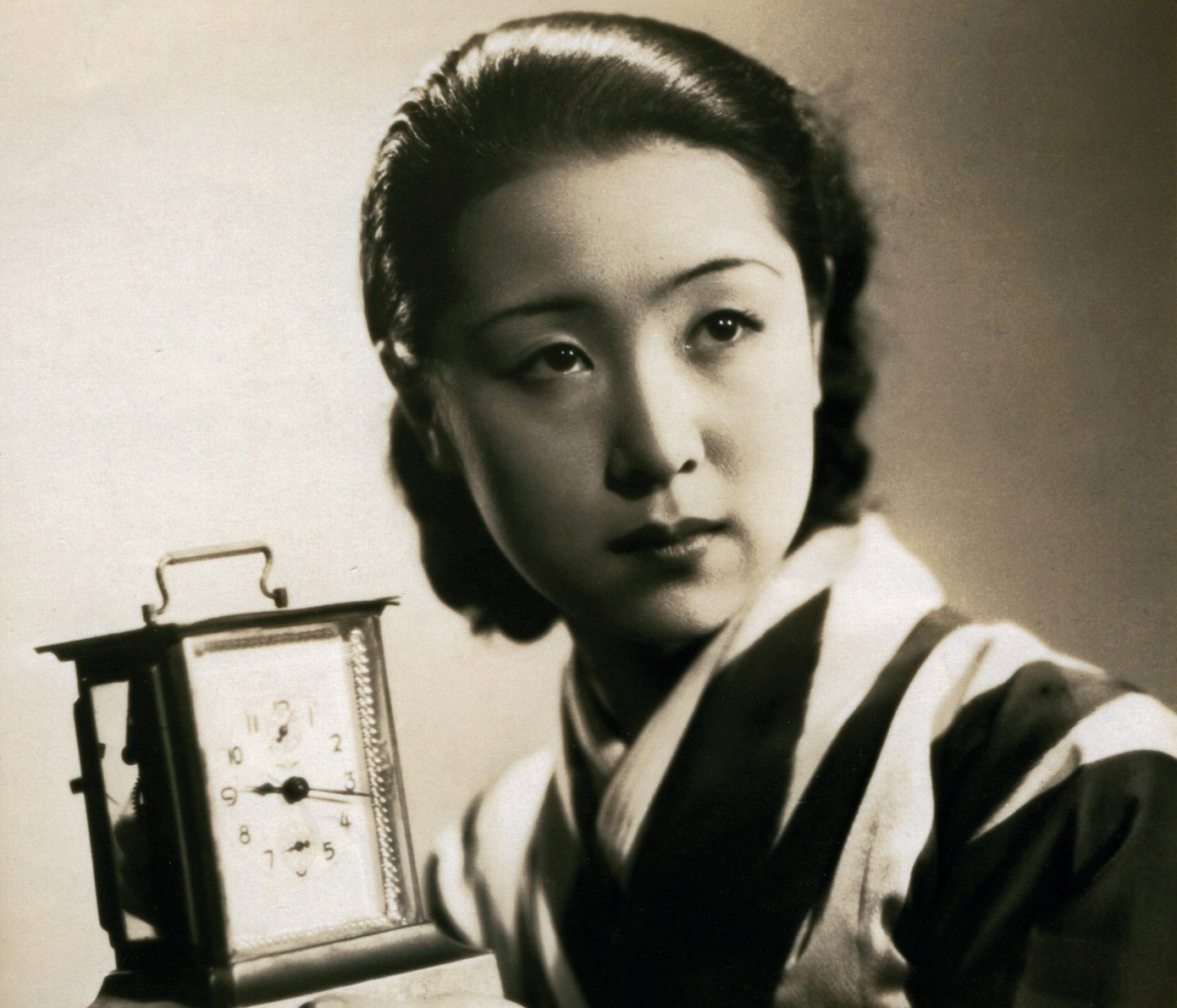
Kinuyo Tanaka dans Le Fardeau de la vie (1935).

- 1933 : Les Rêves de la jeune fille mariée (花嫁の寝言, Hanayome no negoto?)
- 1933 : La Danseuse d'Izu (恋の花咲く　伊豆の踊子, Koi no hana saku Izu no odoriko?)
- 1933 : L'Amour (愛撫, Ramūru?)
- 1935 : Rêve de jeune marié (花婿の寝言, Hanamuko no negoto?)
- 1935 : Le Fardeau de la vie (人生のお荷物, Jinsei no onimotsu?)
- 1936 : La Femme de la brume (朧夜の女, Oboroyo no onna?)
- 1936 : Le Nouveau Chemin : Akemi (新道 前篇朱実の巻, Shindō: Zenpen Akemi no maki?)
- 1936 : Le Nouveau Chemin : Ryota (新道 後篇良太の巻, Shindō: Kohen Ryota no maki?)
- 1937 : La Chanson du panier à fleur (花籠の歌, Hanakago no uta?)
- 1940 : Cœur de pierre (木石, Bokuseki?)
- 1942 : Nouvelle neige (新雪, Shinsetsu?)
- 1944 : La Pagode à cinq étages (五重塔, Gojū no tō?)
- 1945 : Les Demoiselles d'Izu (伊豆の娘たち, Izu no musumetachi?)
- 1947 : Encore une fois (今ひとたびの, Ima hitotabi no?)
- 1948 : Visage inoubliable (面影, Omokage?)
- 1951 : Nuages épars (わかれ雲, Wakare-gumo?)
- 1952 : L'Agitation du matin (朝の波紋, Asa no hamon?)
- 1953 : Là d'où l'on voit les cheminées (煙突の見える場所, Entotsu no mieru basho?)
- 1954 : Une auberge à Osaka (大阪の宿, Ōsaka no yado?)
- 1954 : La Vallée de l'amour et de la mort (愛と死の谷間, Ai to shi no tanima?)
- 1954 : Le coq chante deux fois (鶏はふたゝび鳴く, Niwatori wa futatabi naku?)
- 1955 : Croissance (たけくらべ, Takekurabe?)
- 1956 : Encore une nuit (或る夜ふたたび, Aru yo futatabi?)
- 1957 : Le Corbeau jaune (黄色いからす, Kiiroi karasu?)
- 1957 : Élégie du Nord (晩歌, Banka?)
- 1958 : La Lumière des lucioles (螢火, Hotarubi?)
- 1958 : Désir (欲, Yoku?)
- 1958 : Marie du quartier des fourmis (蟻の街のマリア, Ari no machi no Maria?)
- 1959 : Le Journal des mandariniers sauvages (からたち日記, Karatachi nikki?)
- 1959 : 15 ans d'un Japon actif (日本の飛躍ここに十五年, Nihon no katsuyaku kokoni jugonen?)
- 1960 : Notre amour (「通夜の客」より わが愛, Waga ai?)
- 1960 : Crocs blancs (白い牙, Shiroi kiba?)
- 1961 : Flocons de nuages (雲がちぎれる時, Kumo ga chigireru toki?)
- 1961 : Le Fusil de chasse (猟銃, Ryōjū?)
- 1961 : La Généalogie des sentiments (愛情の系譜, Aijo no keifu?)
- 1962 : Maman, marie-toi ! (かあちゃん結婚しろよ, Kāchan kekkon shiroyo?)
- 1963 : Un million de filles (100万人の娘たち, Hyakuman-nin no musume tachi?)
- 1965 : La Sorcière innocente (恐山の女, Osorezan no onna?)
- 1966 : Maman et ses onze enfants (かあちゃんと１１人の子ども, Kāchan to jūichi-nin no kodomo?)
- 1967 : Le Banquet (宴, Utage?)
- 1968 : Femme et soupe de miso (女と味噌汁, Onna to misoshiru?)
- 1968 : Meiji haru aki (明治はるあき?) (film de marionnettes)
- 1977 : Waga machi Mishima (わが街三島ー1977年の証言?) (court-métrage documentaire)[12],[13]

## Distinctions
Sauf indication contraire, les informations mentionnées dans cette section peuvent être confirmées par la base de données cinématographiques IMDb,  présente dans la section « Liens externes ».

### Décorations
- 1966 : récipiendaire de la médaille au ruban pourpre
- 1972 : récipiendaire de l'ordre du Soleil levant de quatrième classe

### Récompenses
- 1932 : prix Kinema Junpō du meilleur film pour Mon amie et mon épouse[14],[15]
- 1948 : prix Mainichi du meilleur film pour Encore une fois[16]
- 1953 : prix international de la paix pour Là d'où l'on voit les cheminées au festival du film de Berlin[17]
- 1958 : Golden Globe du meilleur film en langue étrangère pour Le Corbeau jaune[18]
- 1959 : prix OCIC pour Marie du quartier des fourmis au festival international du film de Saint-Sébastien[19]

### Sélections
- 1954 : Une auberge à Osaka est présenté en compétition pour le Lion d'or lors de la Mostra de Venise[20]
- 1955 : Croissance est présenté en compétition pour le Lion d'or à la Mostra de Venise[21]

## Postérité
En 2006, Heinosuke Gosho fait l'objet d'une rétrospective de quatorze de ses films à la Maison de la culture du Japon à Paris. Elle est intitulée « Heinosuke Gosho : beauté et tristesse, les maîtres méconnus du cinéma japonais : 7e volet » du 26 janvier au 11 février 2006,.